# S/S Blidösund

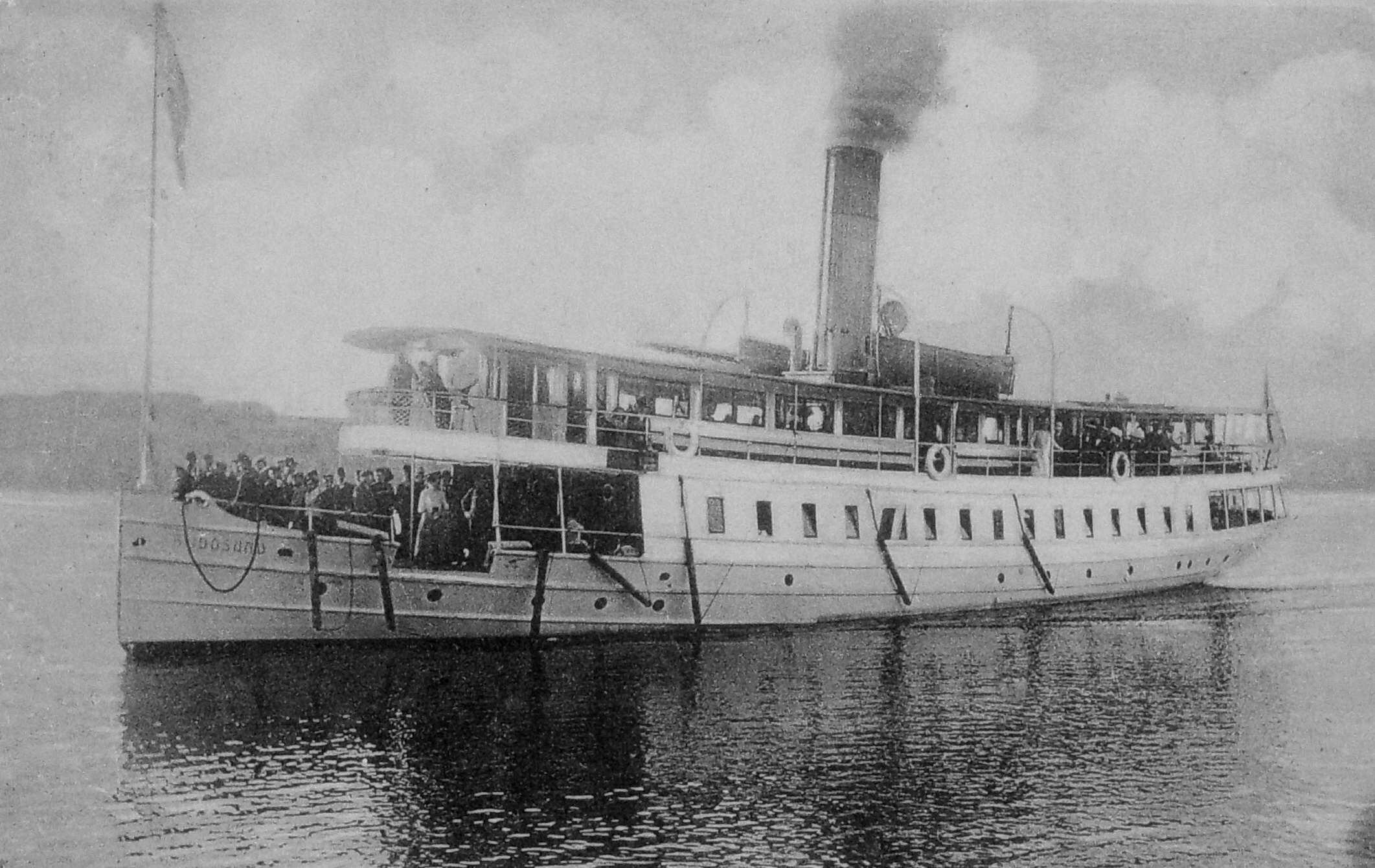
S/S Blidösund, vykort till fartygets 5-årsjubileum 1916.

För andra betydelser, se Blidösund (olika betydelser).
S/S Blidösund är ett svenskt ångfartyg. Hon byggdes 1910 på Eriksbergs varv i Göteborg och sattes första gången in i trafik på traden Stockholm–Blidö i mars 1911. Numera är S/S Blidösund ett K-märkt svenskt fartyg med hemmahamn vid Skeppsbron nedanför Stockholms slott. 

## Historik
S/S Blidösund byggdes främst av den anledningen att den bofasta befolkningen på Blidö och Yxlan i Stockholms skärgård tröttnat på Waxholmsbolagets dominerande ställning inom den reguljära ångbåtstrafiken i skärgården, som innebar allt högre priser. Man ville ha en ökad konkurrens, vilket resulterade i att Blidösundsbolaget bildades och köpte in S/S Blidösund. Konkurrensen urartade i det så kallade Ångbåtskriget. År 1960 togs fartyget ur trafik. Hon förföll, men restaurerades för att åter sättas i trafik 1969.

## Nutid
Fartygets hemmahamn är vid Skeppsbron nedanför Stockholms slott. Hon används främst till musikturer med så kallad ”ångbåtsmusik”. Under sommaren anordnas också heldagsutflykter inkluderande lunch- och middagsservering ombord i de två matsalarna, till olika ögrupper i de yttre delarna i Stockholms skärgård, benämnda ”expeditioner till havsbandet”. Varje helg under sommaren från mitten av juni trafikerar S/S Blidösund sin originalrutt, på fredag eftermiddag ut från Stockholm och upp via Blidösundet till Norrtälje, där fartyget stannar över natten, med återfärd tillbaka till Stockholm på söndag eftermiddag. Till Norrtälje och tillbaka anlöper fartyget 19 olika bryggor varav vissa bryggor utgör ursprungliga angöringsbryggor för ångfartyg under tidigt 1900-tal. 
S/S Blidösund är ett av få ångfartyg i Sverige och det enda i Stockholms skärgård där ångpannan fortfarande eldas med stenkol och som går i kommersiell drift. Maskinen är en 413 hk kompoundångmaskin. Vid marschfart (cirka 10 knop) drar fartyget 250 kg stenkol i timmen. Genom ångdriften är ljudnivån från maskinrummet nästan obefintlig. Även fartygets el-generator är ångdriven.
Eftersom skrovet saknar vattentäta skott är fartyget, enligt gällande EU-direktiv för passagerarfartyg över ett visst antal passagerare, numera endast godkänt för inomskärstrafik.
I samband med 100-årsjubileet år 2011 iscensattes det så kallade "Blidökriget" igen (Ångbåtskriget). Ett folklustspel arrangerades på Stämmarsunds brygga och passagerarna från den ursprungliga konkurrentbåten Waxholm III (numera motoriserad) möttes av glåpord och fick uppleva såpade klipphällar.
Som stöd för driften av S/S Blidösund finns sedan 1973 Föreningen S/S Blidösund som har cirka 3 000 medlemmar.

## Bildgalleri

### Exteriör

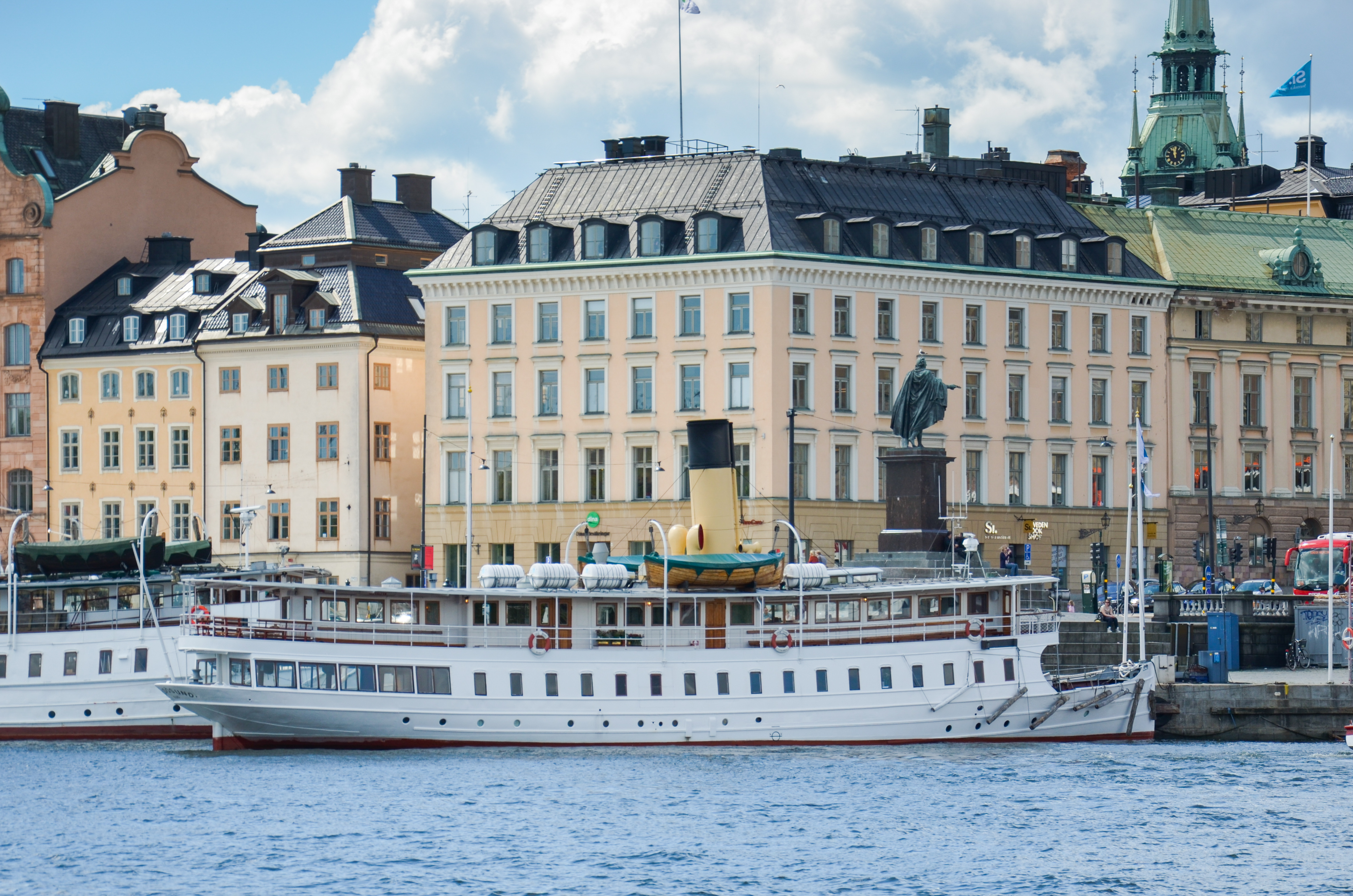
S/S Blidösund vid Skeppsbron i Stockholm.
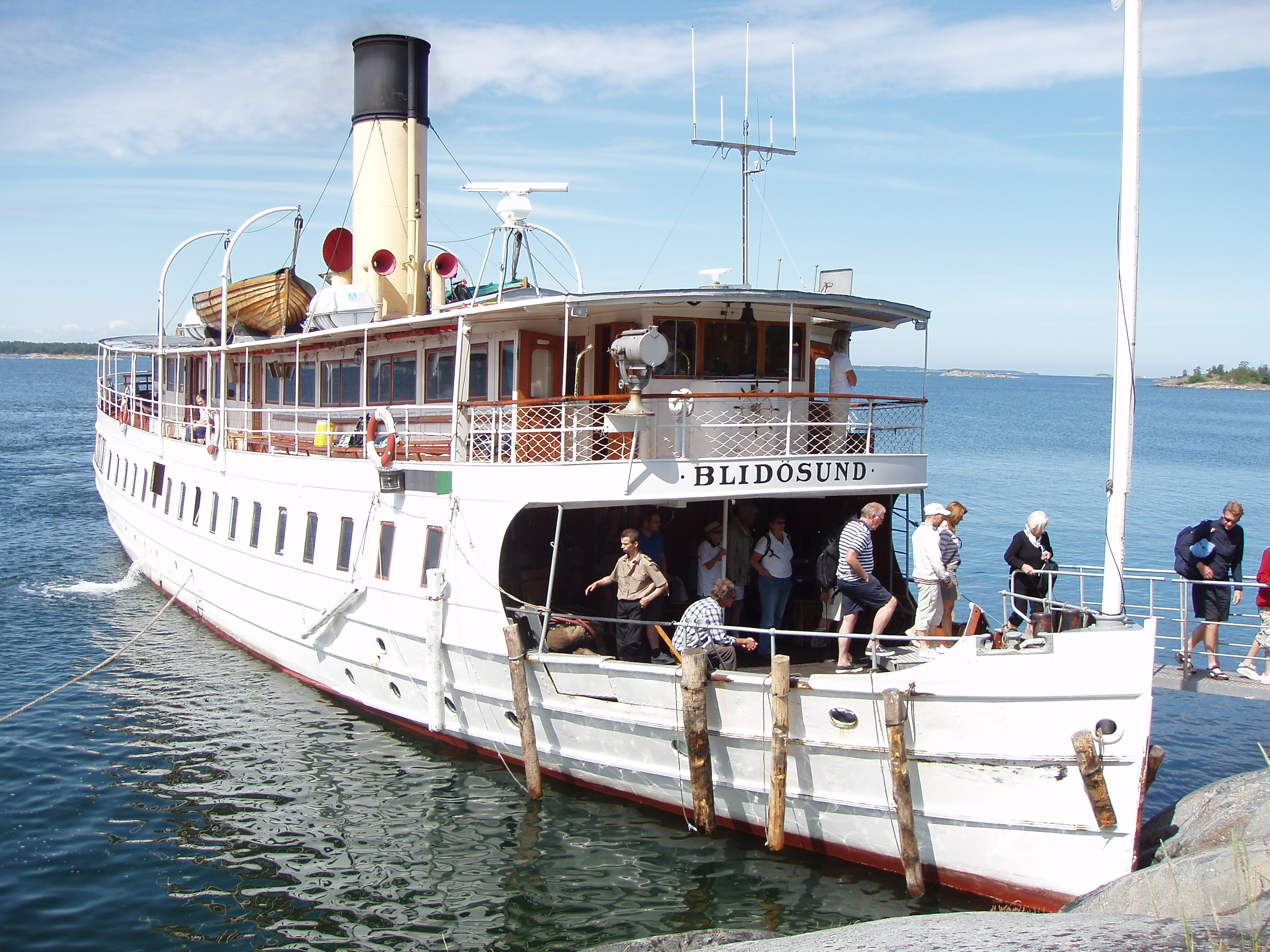
S/S Blidösund vid Ådskär utanför Möja.
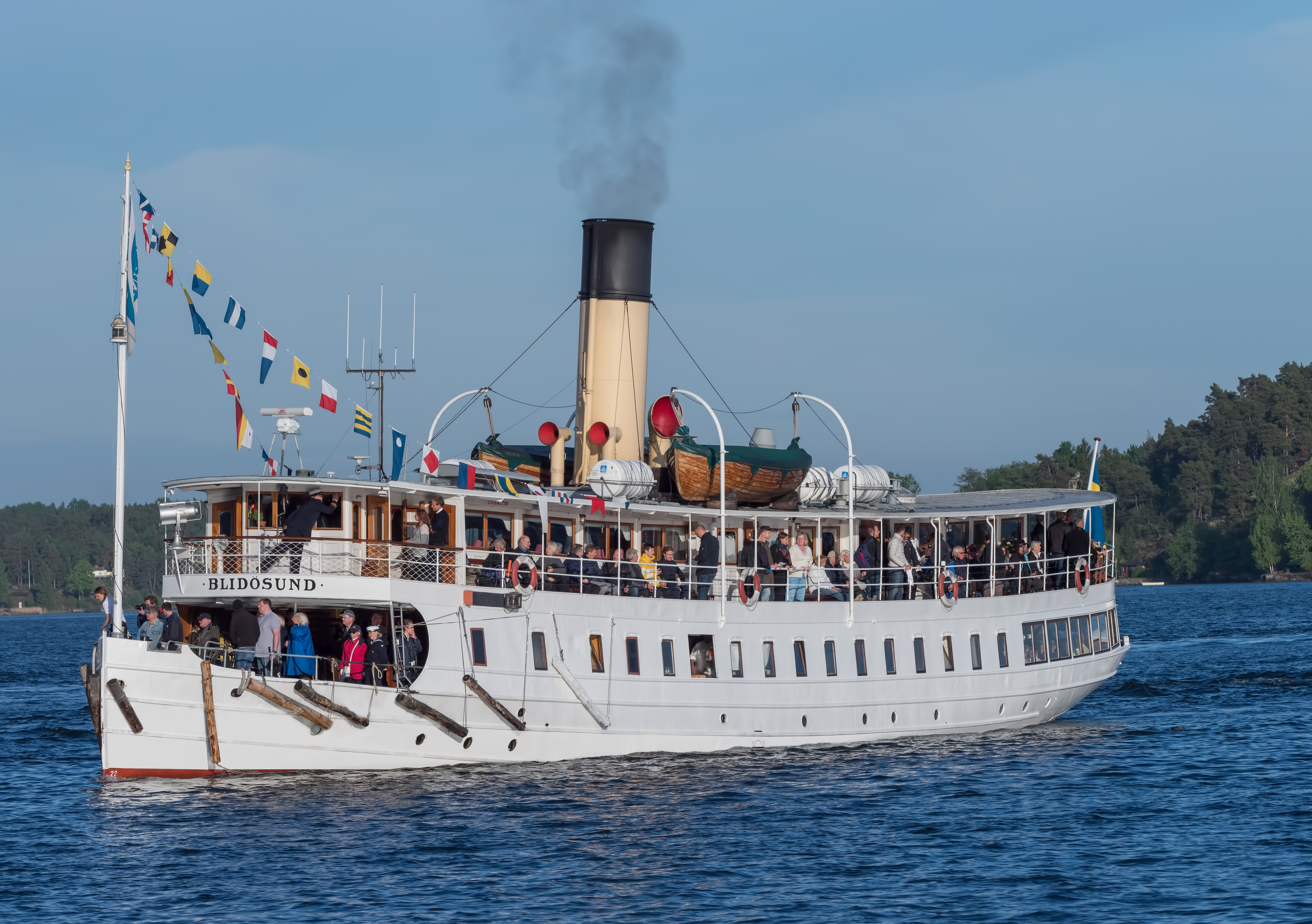
S/S Blidösund på insegling till Vaxholm.
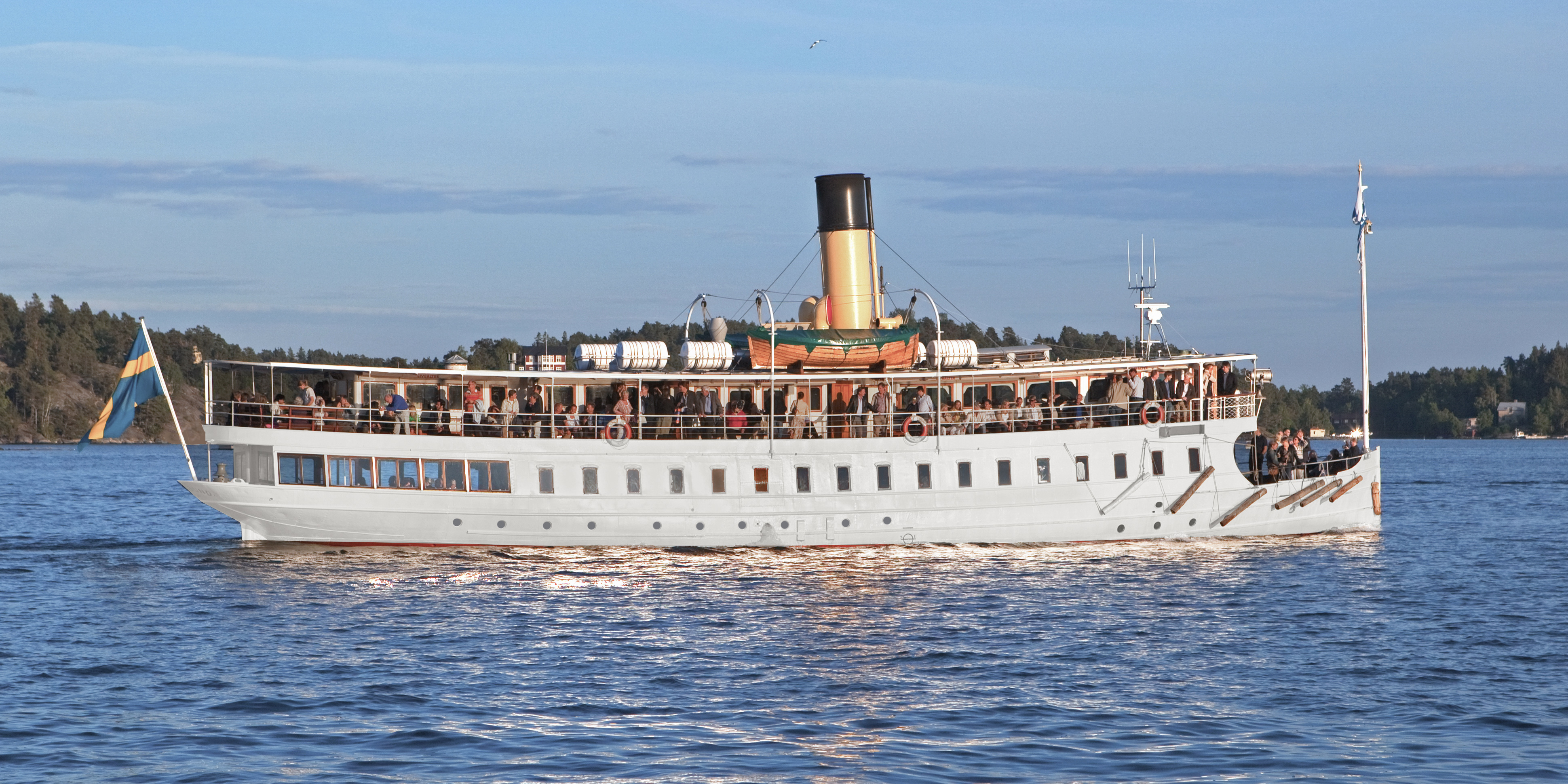
S/S Blidösund 2011.
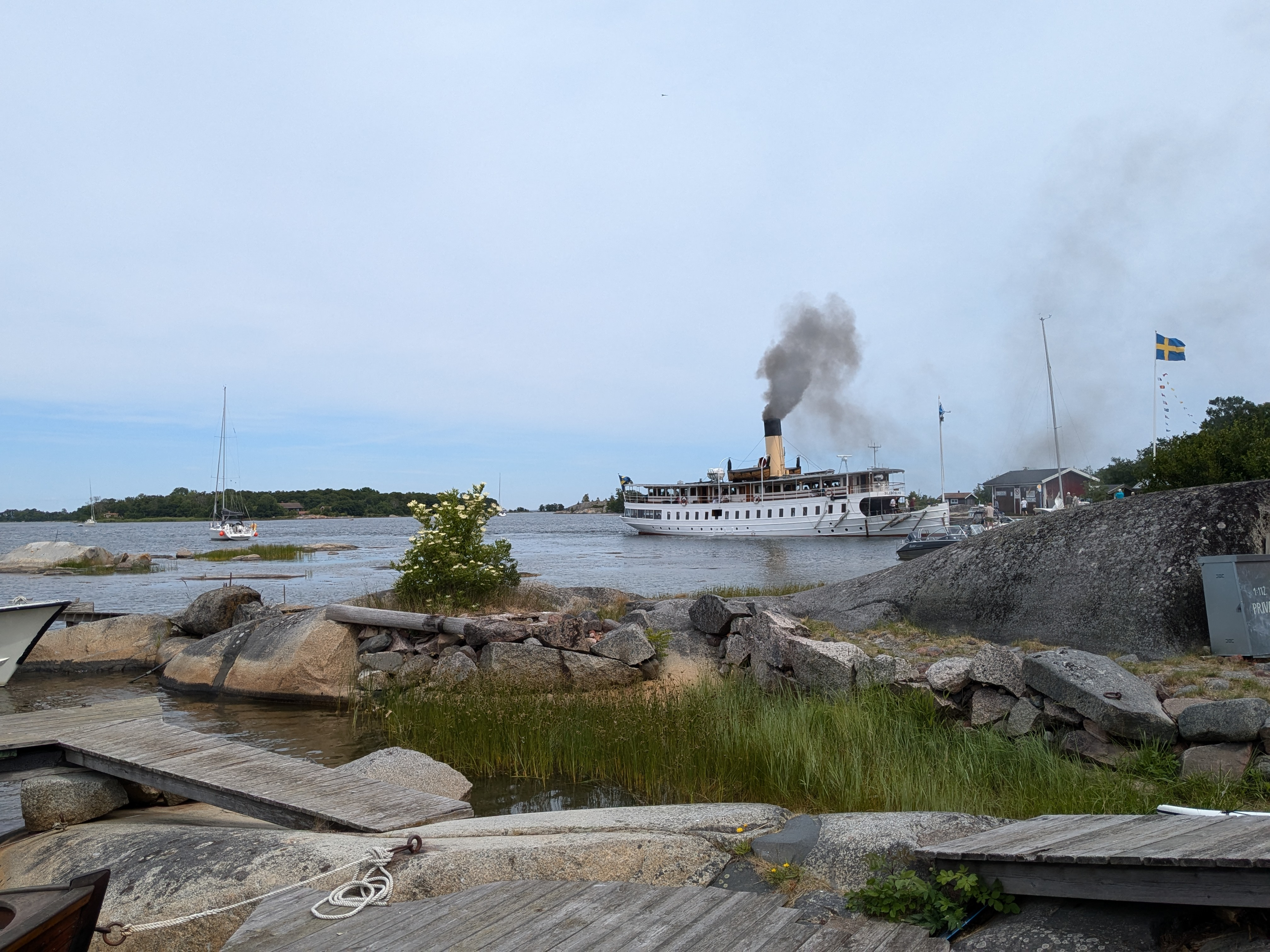
S/S Blidösund vid Rödlöga 13 juli 2024

### Interiör

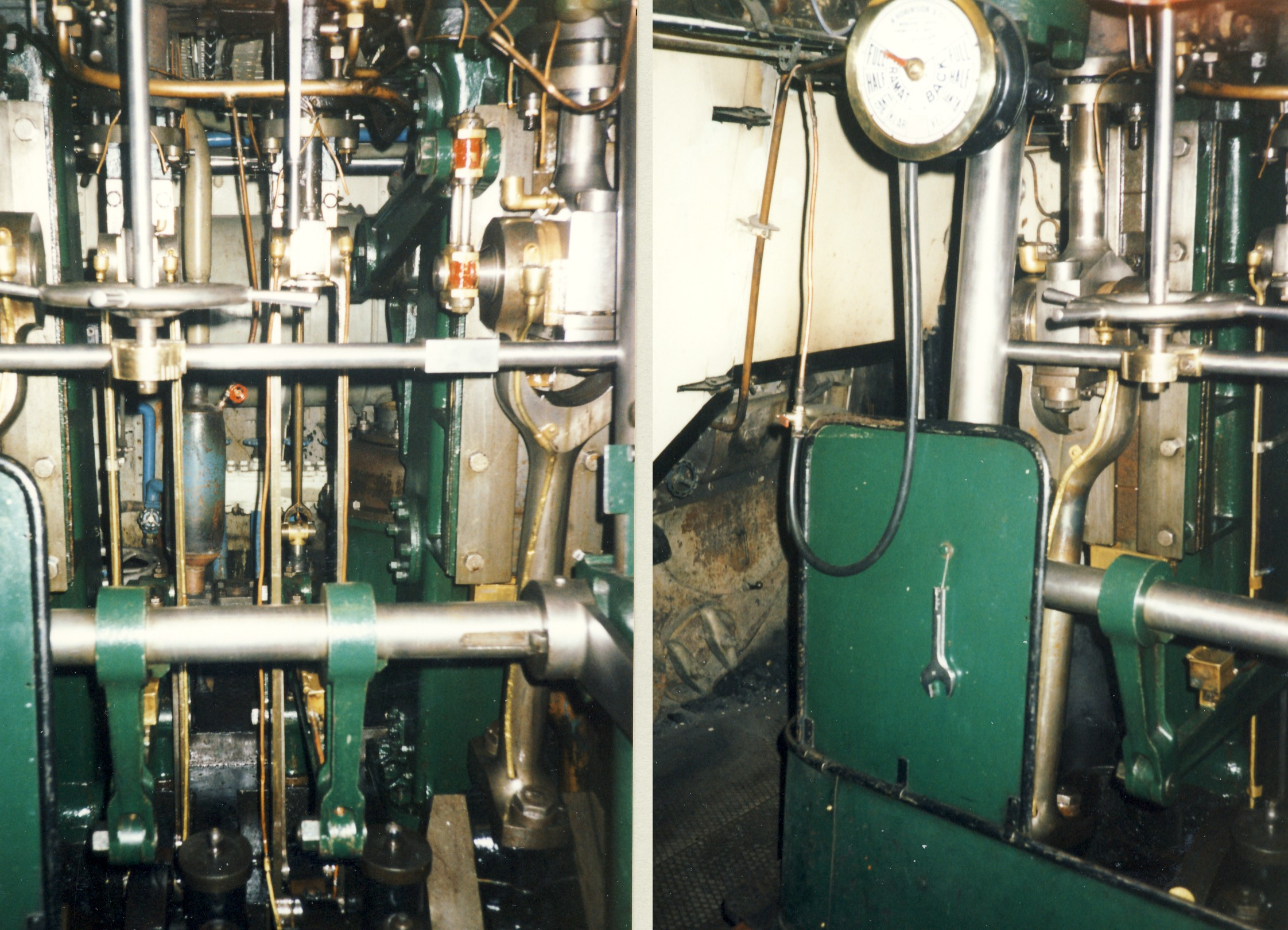
Blidösunds ångmaskin 1987, en 413 hk compoundångmaskin.
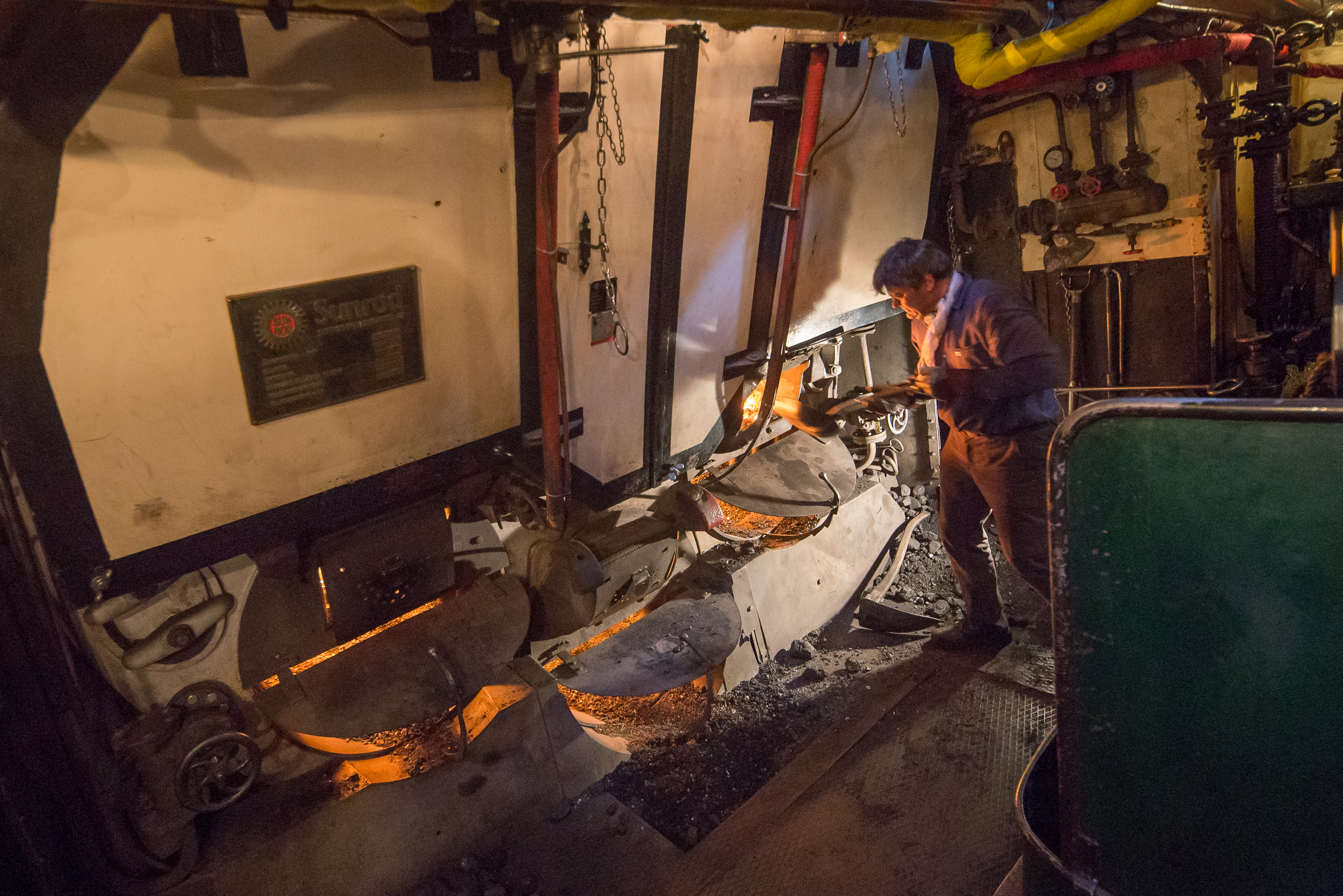
Eldare på Blidösund 2017.
- Film av Blidösunds maskintelegraf och motor, 2015.
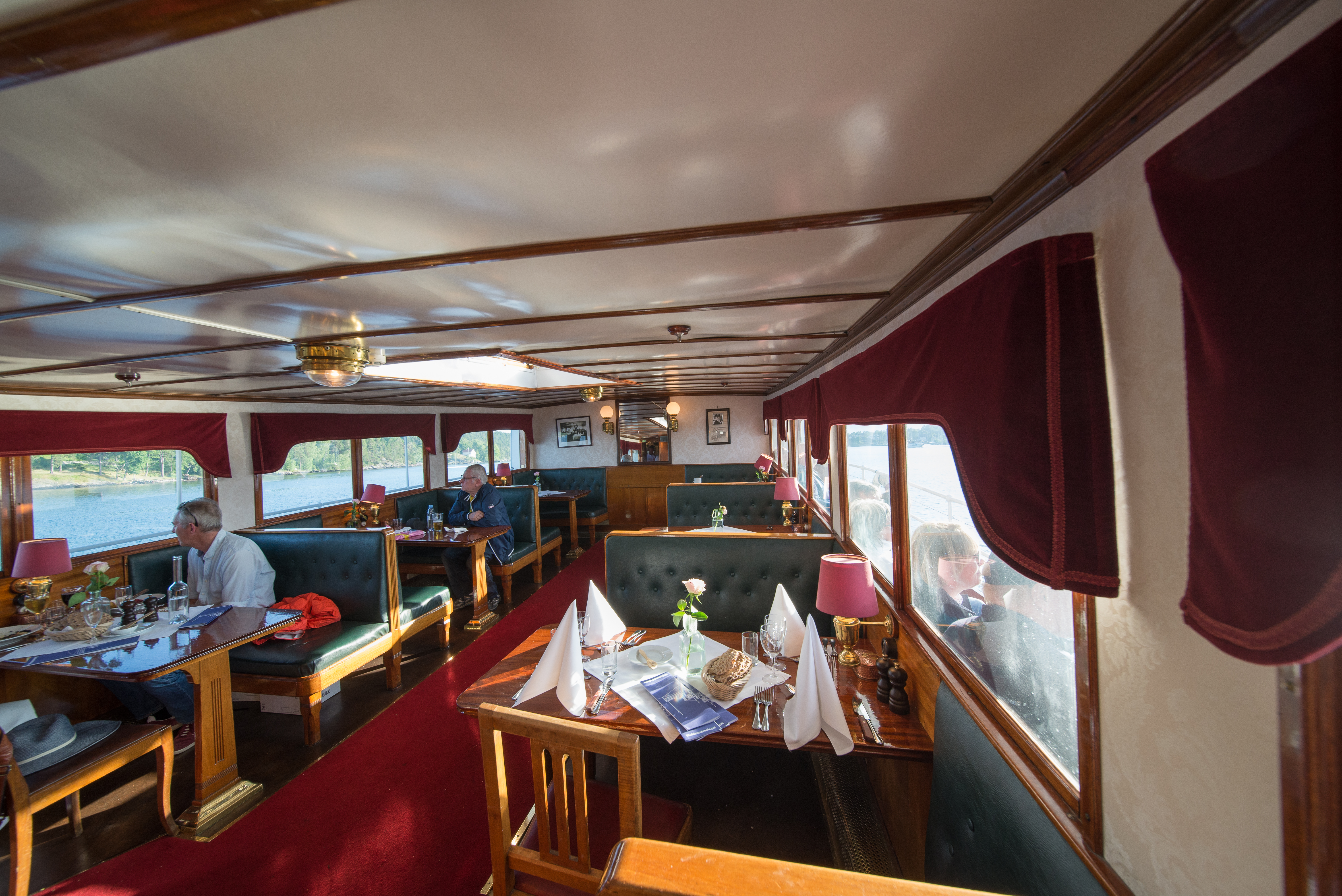
Matsal på övre däck.
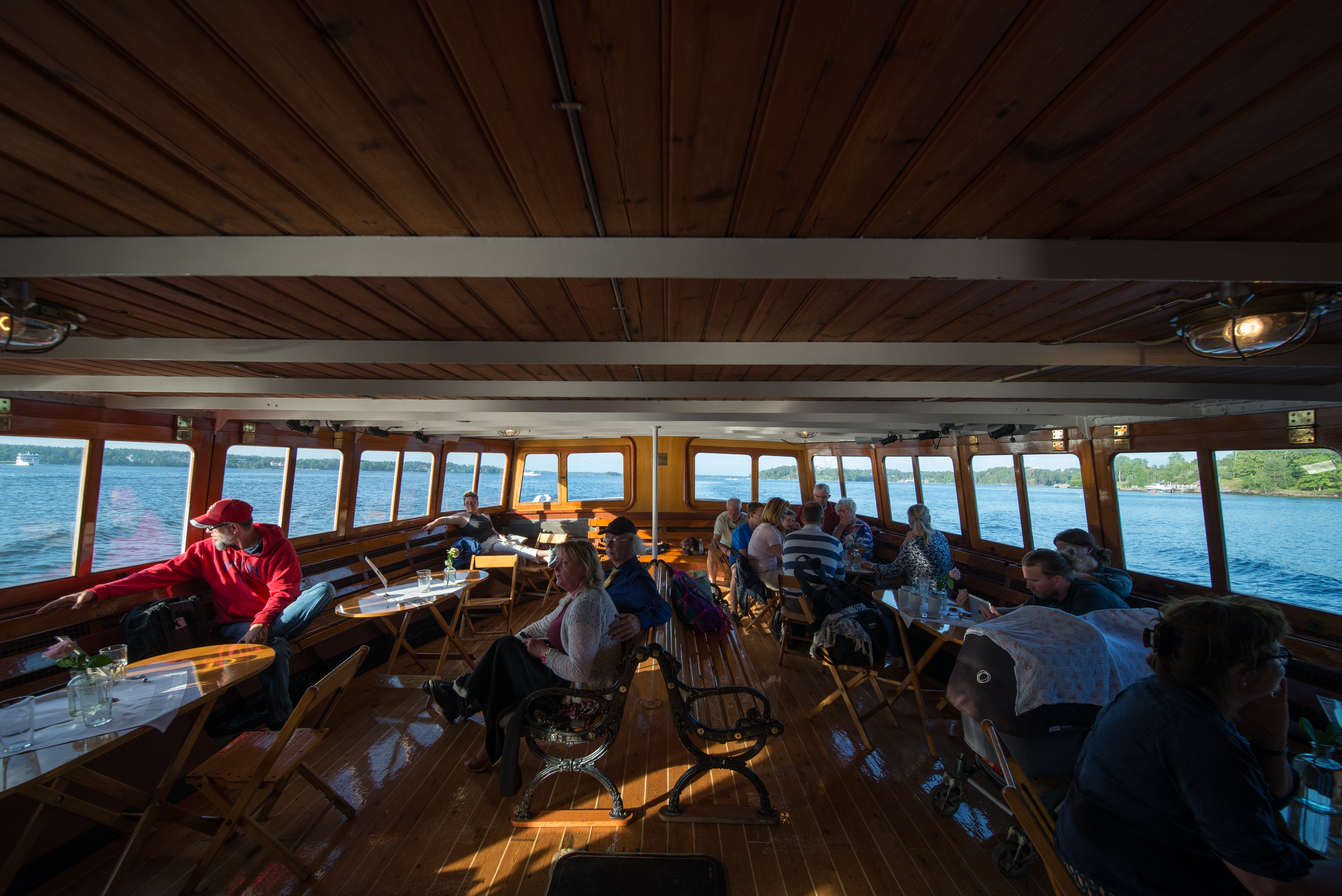
Aktersalongen.